# Brontes
Brontes (trovão) em grego:  Βρόντης), na mitologia grega, era um ciclope, filho de Gaia e Urano. Brontes odiava seus pais, seus irmãos ciclopes e seus irmãos hecatônquiros do Tártaro. Todos eles participaram da Titanomaquia, ajudando Zeus.